# Oratorio de San Bernardino (Perugia)

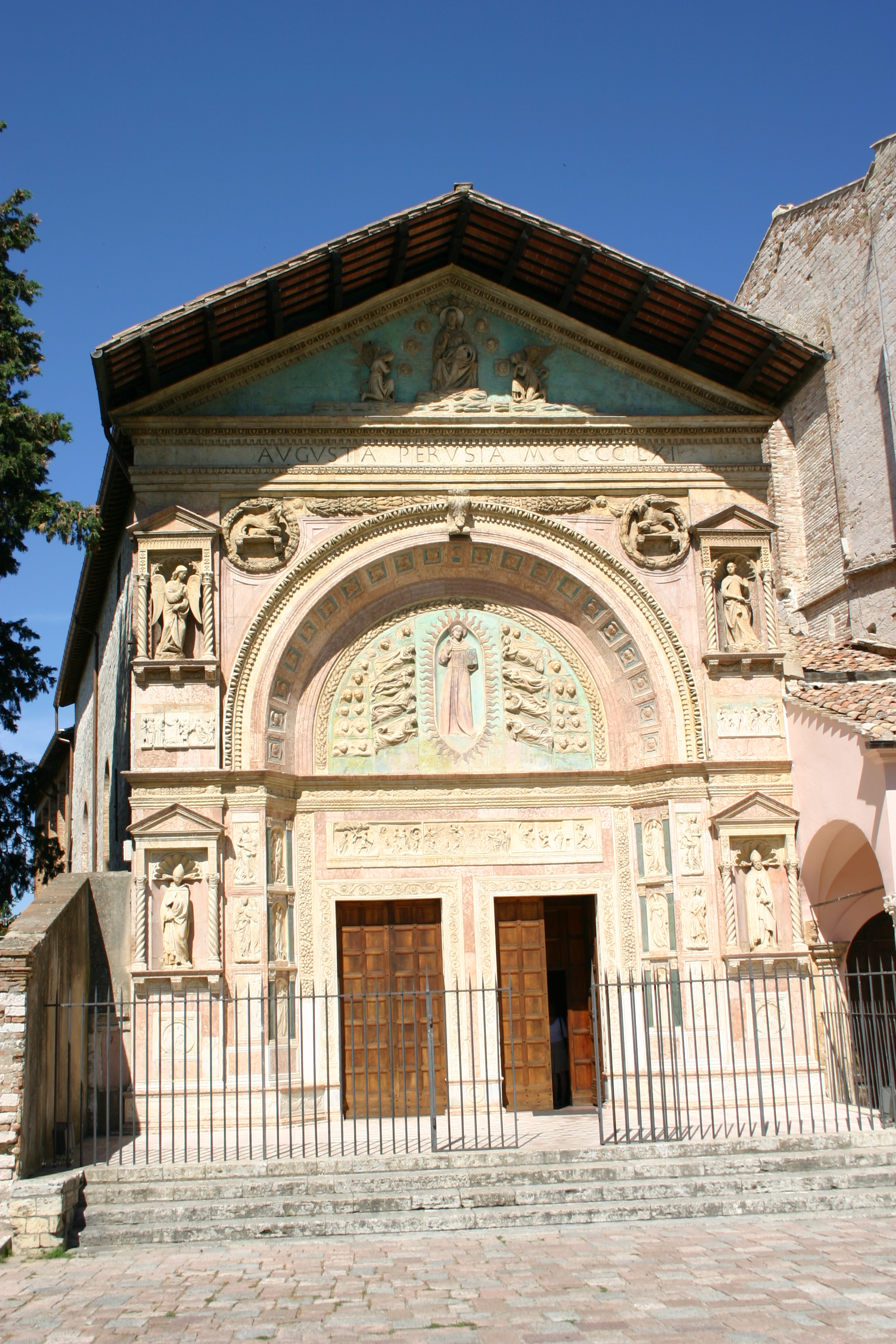
Vista frontal de oratorio.

El Oratorio de San Bernardino es un edificio católico ubicado en la ciudad de Perugia, capital de la región de Umbría (Italia). Está considerado el monumento renacentista más importante de la ciudad y se sitúa en la piazza di San Francesco.
Fue construido por Agostino di Duccio en 1457, poco después de la canonización de San Bernardino de Siena, ocurrida en 1450. El edificio se estructura en torno a un arco sobre el que se apoya un conjunto escultórico que representa los milagros de San Bernardino. De él destaca su frente, en el que Duccio utilizó una técnica poco utilizada en la época: bajorrelieve policromado, que terminó en 1461 y en el que combinó terracota, piedra caliza y mármol de diferentes colores.
En el interior, y a modo de retablo, se conserva un sarcófago paleocristiano del siglo IV, que contiene los restos del beato franciscano Egidio. 
En este edificio se inspiró la poeta española Alfonsa de la Torre para escribir su obra Oratorio de San Bernardino, con la que ganó el Premio Nacional de Poesía en 1951.